# Smaranda Enache
Smaranda Enache (n. 31 martie 1950, Târgu Mureș, România) este o activistă română pentru drepturile omului, fondatoare și co-președinte executiv al Ligii Pro Europa, membru în Grupul pentru Dialog Social, între 2008-2010 vicepreședinte al PNL.

## Studii
În anul 1973 a absolvit Facultatea limbi romanice, clasice și orientale în cadrul Universității din București. A urmat cursurile Academiei Ștefan Gheorghiu din București.

## Activitatea politică
Smaranda Enache a fost membru al Partidului Comunist Român. A demisionat din PCR în anul 1989.
Smaranda Enache a devenit cunoscută în calitate de președinte al Ligii Pro Europa, organizație neguvernamentală care își propune, printre altele, „reducerea factorilor de tensiune și conflict în zone multiculturale, demontarea stereotipiilor legate de etnie și confesiune, eliminarea ideilor preconcepute, a miturilor precum și a diversiunilor, promovarea ideii regionalismului și a autonomiei locale”. A susținut în 2006 propunerea eșuată de scoatere a icoanelor creștine din școlile din Romania.
Între 1998-2001 a fost ambasador al României în Finlanda. La alegerile locale din 2004 a fost desemnată de Acțiunea Populară drept candidat al acestei formațiuni pentru funcția de primar al municipiului Cluj. La alegerile din 2004 s-a situat pe locul al cincilea, cu 1.212 voturi obținute, reprezentând 0,8% din totalul opțiunilor exprimate.
Odată cu fuzionarea Acțiunii Populare cu Partidul Național Liberal în data de 18 aprilie 2008 a devenit vicepreședintă a PNL.
„PNL este singurul și poate ultimul bastion al politicii românești care nu provine din trunchiul comun FSN.”
În data de 20 mai 2010 a demisionat din PNL în semn de protest față de obstrucționarea învățământului în limbile minorităților naționale de către grupul parlamentar al PNL din Camera Deputaților.